# レインフォレスト・カフェ
レインフォレスト・カフェ（Rainforest Cafe）は、ランドリー・レストランツが所有するテーマ・レストランのチェーン店である。

## 歴史
1994年にスティーヴン・シュスラーがミネソタ州のブルーミントンで創業し、徐々に全米に展開。2000年にはランドリー・レストランツに売却され、今日まで、メキシコ、カナダ、フランス、日本、アラブ首長国連邦に展開されている。
米国では、ラスベガスにある世界最大級のメガリゾートであるMGMグランなどにレストランを出店。
日本では、株式会社アールシー・ジャパンが、千葉県浦安市舞浜にあるショッピングモールイクスピアリにてレインフォレスト・カフェ・トーキョーを運営している。

## 特徴
レストランは熱帯雨林と自然保護をコンセプトにしている。
店内は熱帯雨林に似せた装飾がされており、植物、滝、巨大な水槽、アニマトロニクスの動物や鳥たちが配されている。
一定時間毎に、アニマトロニクスの動物の鳥が動き、啼き声を挙げる。また、音響と照明装置、スプリンクラーによって店内に雷とスコールが発生する。レストラン内は、仕切り壁、及びブースの上に沿って落ちる雨のカーテンによって複数の部屋に仕切られる。雨カーテンの水量はスコールの間は増加する。